# Saint Vincent és a Grenadine-szigetek világörökségi helyszínei
Saint Vincent és a Grenadine-szigetek területéről eddig egy helyszín sem került fel a világörökségi listára, három helyszín a javaslati listán várakozik felvételre. 
| Név                                                                                       | Kép | Típus      | Kritérium           | Év   | Link |
| ----------------------------------------------------------------------------------------- | --- | ---------- | ------------------- | ---- | ---- |
| Grenadine-szigetek Grenada, valamint Saint Vincent és a Grenadine-szigetek közös jelölése |     | vegyes     | III, IV, V, VIII, X | 2012 |      |
| Saint Vincent és a Grenadine-szigetek sziklaművészete                                     |     | kulturális | III, V, VI          | 2012 |      |
| La Soufrière Nemzeti Park                                                                 |     | vegyes     | III, VIII           | 2012 |      |